# (38209) 1999 NE
1999 NE (asteroide 38209) é um asteroide da cintura principal. Possui uma excentricidade de 0.04572220 e uma inclinação de 0.97648º.
Este asteroide foi descoberto no dia 4 de julho de 1999 por Frank B. Zoltowski em Woomera.